# ريكاردو سكيبرس
ريكاردو سكيبرس (بالإنجليزية: Ricardo Skippers)‏ (13 يونيو 1986 بكيب تاون في جنوب أفريقيا - ) هو لاعب كرة قدم جنوب أفريقي في مركز الدفاع. لعب مع سانتوس وVasco da Gama F.C. ‏.

## وصلات خارجية
- ريكاردو سكيبرس على موقع قاعدة بيانات كرة القدم.إي يو (الإنجليزية)